# Famille de Carné
Pour les articles homonymes, voir de Carné.
La famille de Carné est une famille subsistante de la noblesse française, originaire du Morbihan.

## Histoire
Gustave Chaix d'Est-Ange écrit que cette famille trouve son origine dans un château de son nom dans la paroisse de Noyal-Muzillac (Morbihan) et que son plus ancien membre connu est Alain de Carné, chevalier, en 1203. Olivier de Carné aurait participé à la croisade de Saint-Louis en 1248 selon la collection Courtois (création de faux) au château de Versailles. Cet auteur ajoute que la filiation suivie débute en 1423. Il rapporte également que cette famille compte parmi ses membres neuf chevaliers de l'ordre du roi, des gouverneurs de places (Brest et Quimper), des maîtres d'hôtel héréditaire du duché de Bretagne, des vice-amiraux de Bretagne, des gentilshommes ordinaires de la chambre du roi.
Gustave Chaix d'Est-Ange cite les principaux membres de cette famille, à savoir : Éon de Carné, trésorier général de Bretagne en 1320, Jehan de Carné, conseiller du duc de Bretagne en 1392 puis auditeur en la chambre des comptes en 1403, Payen de Carné, chambellan de Jean V duc de Bretagne, Rolland de Carné, gouverneur de Moncontour, premier échanson du duc de Bretagne, nommé en 1450 maître d'hôtel héréditaire du duché de Bretagne, en 1451 il fut chargé d'une ambassade auprès du roi de France, Marc-Pierre de Carné, maître d'hôtel héréditaire du duché de Bretagne, vice-amiral et grand veneur de Bretagne, chambellan du roi François Ier, 
et premier panetier de la reine Claude, Jérôme de Carné, maître d'hôtel et vice-amiral de Bretagne, gentilhomme ordinaire de la chambre du roi, gouverneur de Brest en 1566, lieutenant général au gouvernement de Bretagne en 1576, René de Carné, maître d'hôtel héréditaire du duché de Bretagne, gentilhomme ordinaire de la chambre du roi, chevalier de l'ordre du roi, gouverneur de Brest et de Guérande, François de Carné, chevalier de l'ordre du roi, chef ligueur, Jean de Carné, maître d'hôtel héréditaire du duché de Bretagne, gouverneur de Quimper en 1610, Jean de Carné, gentilhomme ordinaire de la chambre du roi, chevalier de l'ordre du roi, gouverneur de Quimper, Charles de Carné, gentilhomme de la chambre du roi, chevalier de l'ordre du roi.
Régis Valette écrit que cette famille est de noblesse d'ancienne extraction sur preuves de 1423.
On distingue au moins trois branches au sein de cette famille.
César de Carné (1742-1825) prit le nom « de Coëtlogon » qui était celui de sa mère, Marie Perrine de Coëtlogon.
La famille de Carné est admise à l'association d'entraide de la noblesse française (ANF) en 1933.

## Liens de filiation entre les personnalités

### Branche de Carné Marcein et de Carné Carnavalet
- Guy de Carné, seigneur de Trebrun (56/Ambon, 1630 - 1680) épouse Jeanne Le Mordant, dame de Boisbréhan.
  - Corentin de Carné (Landerneau, 1662 - Landerneau - Brest, 1746), sieur de kerdaniel, conseiller du roi et son lieutenant d'épée, chevalier seigneur de Kerdaniel, commandant la noblesse au ressort de Brest. Il épouse le 8 octobre 1709 à Landerneau, Marie Françoise du Guermeur, dame de Kerdaniel.
    - François Marie de Carné (1710-1771), lieutenant des vaisseaux du roi à Toulon, chevalier, lieutenant des vaisseaux du roi à Toulon, chevalier seigneur comte de Marsan, lieutenant des gardes pavillon. Il épouse en 1740 Marie Élisabeth Estier, puis épouse en 1750 Élisabeth Hamilton (1694-1760) puis épouse le 10 octobre 1768 à Plonéis, Anne Jacquette de Sorel (Brest, 1736 -).
      - Louis Marie de Carné-Marcein (1769-1847) épouse Marie-Josèphe Corentine de Botmiliau (1765-1843)
        - Louis de Carné (Quimper, 1804 - 1876), député du Finistère (1839-1848), académicien (fauteuil 12) (1863-1876), président du conseil général du Finistère (1871-1876), président de la Société archéologique du Finistère (1875-1876). Il épouse en 1832, Caroline du Marhallac'h, sœur d'Auguste du Marhallac'h, futur prélat et propriétaire du château du Pérennou, à Plomelin. D'où six enfants.
          - Louis de Carné (fils) (Quimper, 1842 - 1870), membre de la Mission d'exploration du Mékong (1866-1868). L'un de ses oncles, Pierre-Paul de La Grandière, est le gouverneur général de la Cochinchine.

    - Louis-Joseph de Carné (Landerneau, 1715 - bataille des Cardinaux 20 novembre 1759), seigneur de Carnavalet et de Dirinon, lieutenant de vaisseau du roi, chevalier de l'ordre de Saint-Louis (25 juillet 1754). Il épouse à Quimper le 16 février 1745, Michelle Marie Mathilde de Kernafflen de Kergos.
      - Louis François Marie de Carné Carnavalet (Brest, 1755 - Daoulas, 1827), chevalier de Carné Carnavalet, chevalier de l'ordre de Saint-Louis (1788), capitaine de vaisseau. Il épouse à Brest le 7 janvier 1783 Marie Adélaïde de Boulainvilliers de Croÿ.
      - Jacques Henry de Carné Carnavalet (Brest, 1783 - Dirinon, 1845), chevalier de l'ordre de Saint-Louis (10 juillet 1816), chevalier de Saint-Ferdinand. Il épouse à Abbeville le 29 mai 1817, Louise Marie Charlotte Pétronille Joséphine Antoinette Bernardine Briet de Saint-Élier.
        - Palamède Marie Thérèse de Carné Carnavalet (Abbeville, 1819 - Brest, 1866) épouse à Brest le 23 octobre 1848 Félicité Marie Adelaïde Chesnel.
          - Adrien de Carné (Brest, 1854 - Bourg-la-Reine, 1943), écrivain, poète et dramaturge. Il épouse à Paris le 28 janvier 1885 Marie Claire Gondallier de Tugny.

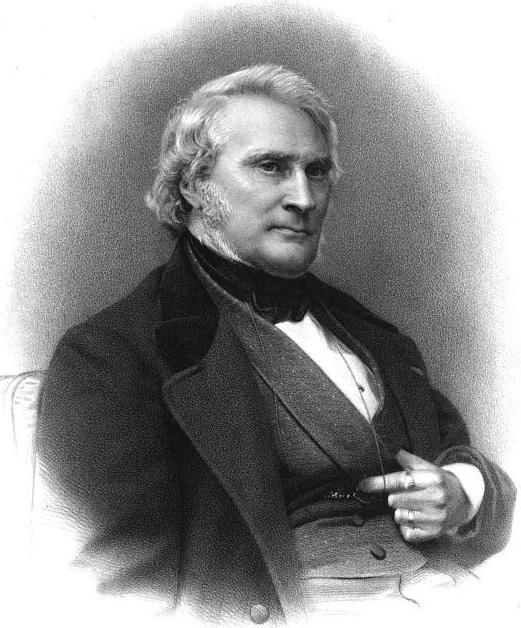
Louis de Carné (1804-1876)
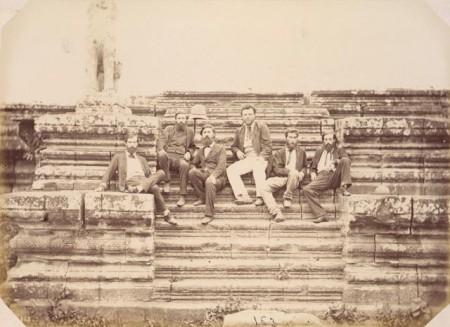
Louis de Carné (fils) (1842-1870)

### Branche de Carné Trécesson
- Pierre-Hyacinthe de Trécesson, seigneur du Fau, capitaine de dragons. Il épouse Thérèse de Leshildry.
  - Gilles de Carné Trécesson (1708-1758), marquis de Coëtlogon, seigneur de Lezhidry. Il épouse Marie Perrine de Coëtlogon.
    - César de Carné Trécesson de Coëtlogon (1742-1825) épouse Angélique de Kermenguy de Saint-Laurent
      - Florimond de Carné Trécesson de Coëtlogon (1773-1843) épouse Henriette Le Vicomte de La Houssaye.
        - Henri de Carné Trécesson (1802-1869), maire (1860-1866) et conseiller général (1861-1869), épouse Léonie-Marie de Chappedelaine.
          - Henri de Carné de Coëtlogon (Sévignac, 1834 - Sévignac, 1912), maire (1866-1912), conseiller général (1871-1912) puis sénateur (1880-1912) des Côtes d'Armor
          - Léon de Carné Trécesson (1835-1900) épouse Elisabeth de Lorgeril.
            - Henri de Carné-Trécesson de Coëtlogon (1876-1940) épouse Marthe de Pelet[4].
              - Jacques de Carné-Trécesson de Coëtlogon (1904-1953) épouse Yvonne de Bony de Lavergne.
                - Gilles de Carné-Trécesson de Coëtlogon (1933) épouse Françoise Perrot
                  - en:Marine de Carné, née le 28 décembre 1963, diplomate.

  - Marie-Joseph Toussaint de Carné de Trécesson (1715-1760), officier, mort au combat.

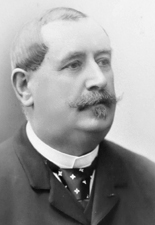
Henri de Carné (1834-1912)

## Alliances
Les principales alliances de la famille de Carné sont : d'Acigné (1495), de Rohan (1511), de Parcevaux (1560), de Rieux (1565), de Goulaine (1475 et 1590), de Castellan (1589), Hay des Nétumières (1607), de Bruc (1632), du Boisbaudry (1709), de Guernisac (1734), de Kernafflen de Kergos (1745), de Kermenguy (1770), de Boulainvilliers de Croÿ (1783), du Plessis de Grenédan, de Nouël, de Chappedelaine (1832), de Montagu Beaune (1842), de Rodellec du Porzic (1865), de Quemper de Lanascol (1869), du Boisguéhenneuc (1869), de Roquefeuil (1877), de Mairesse (1892), de Keroüartz (1893), de La Forest d’Armaillé (1909), Le Rouge de Guerdavid, Augier de Crémiers (1913), de Bony de Lavergne (1932), de Sabran-Pontevès (1935), de Kersauson (1950), Picot de Moras d’Aligny, de La Tullaye, Roullet de La Bouillerie, Parent du Châtelet, Busquet de Caumont, de La Forest Divonne.

## Armes, titres
- Armes : D'or, à deux fasces de gueules.[1]

- Titres : comte, marquis (titres de courtoisie)